# Pastouška (rybník)
Rybník Pastouška o rozloze vodní plochy 0,64 ha se nalézá u fotbalového hřiště na severním okraji obce Řečany nad Labem v okrese Pardubice. Rybník je spolu s rybníky Přehrada, Labecký, Houšovec a Tišina pozůstatkem starého ramene řeky Labe vzniklého po provedení regulace Labe v 20. letech 20. století. V letech 2010 - 2011 byla provedena jejich revitalizace a odbahnění. Rybník je využíván pro chov ryb.

## Galerie

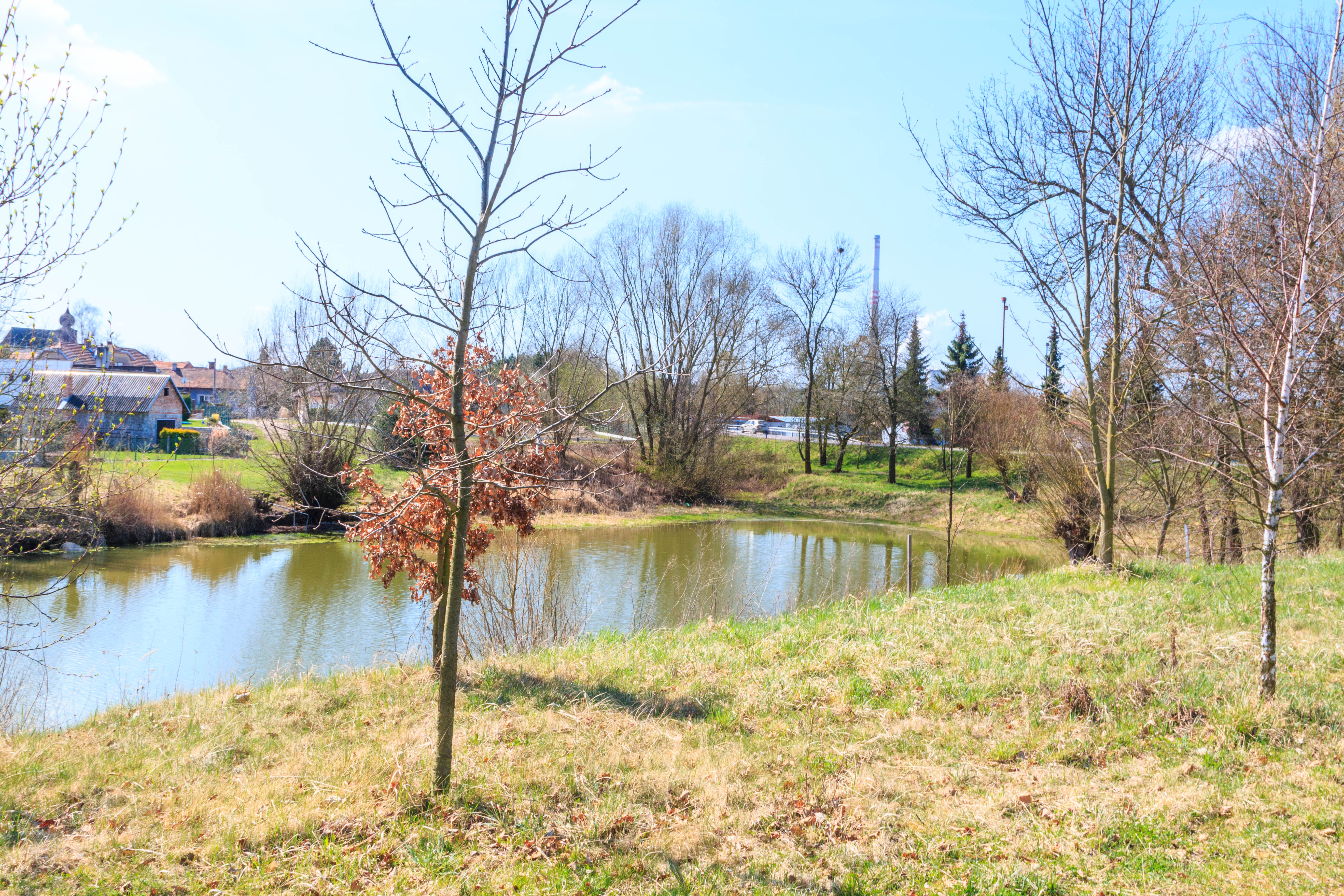
pohled na rybník Pastouška
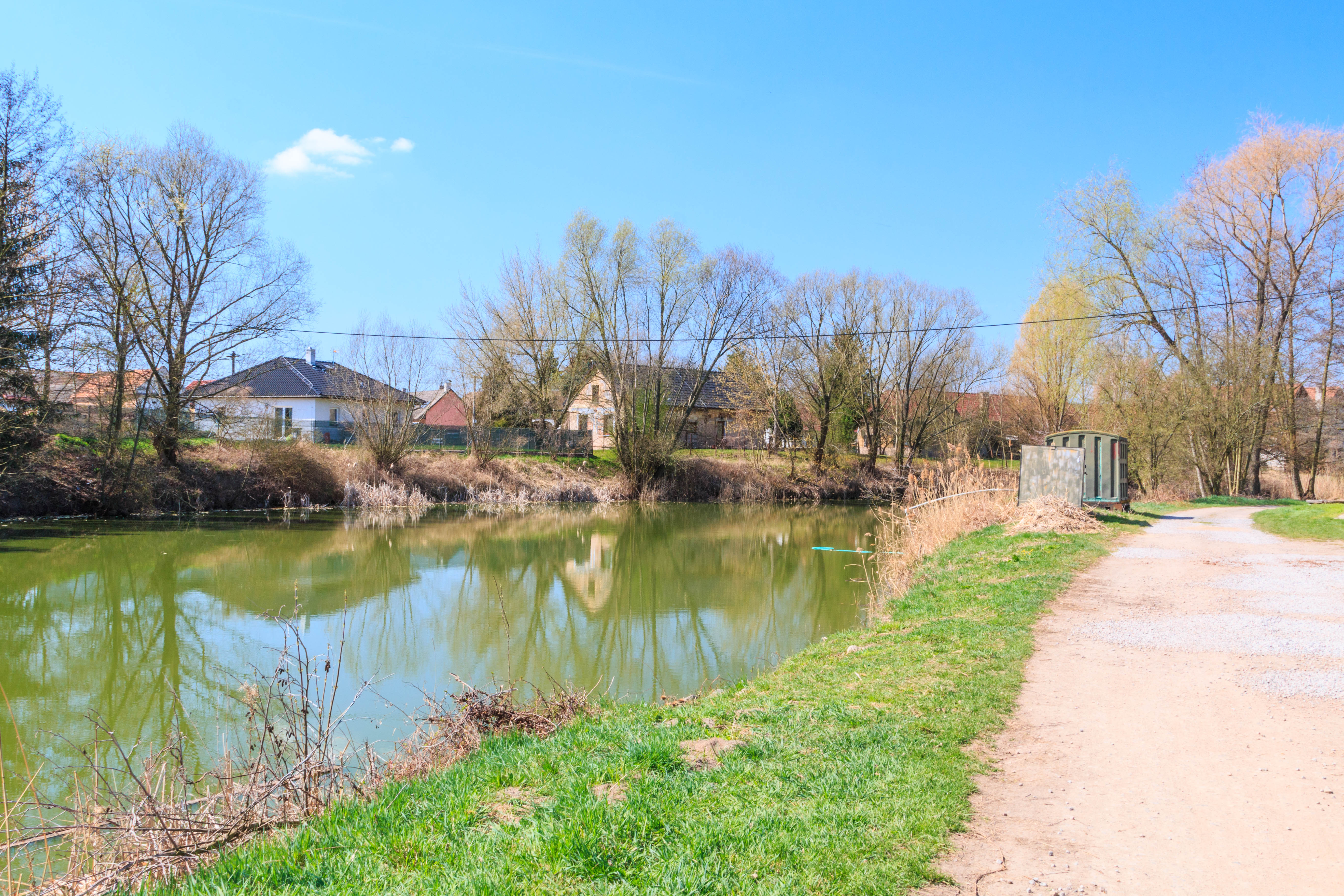
pohled na rybník Pastouška
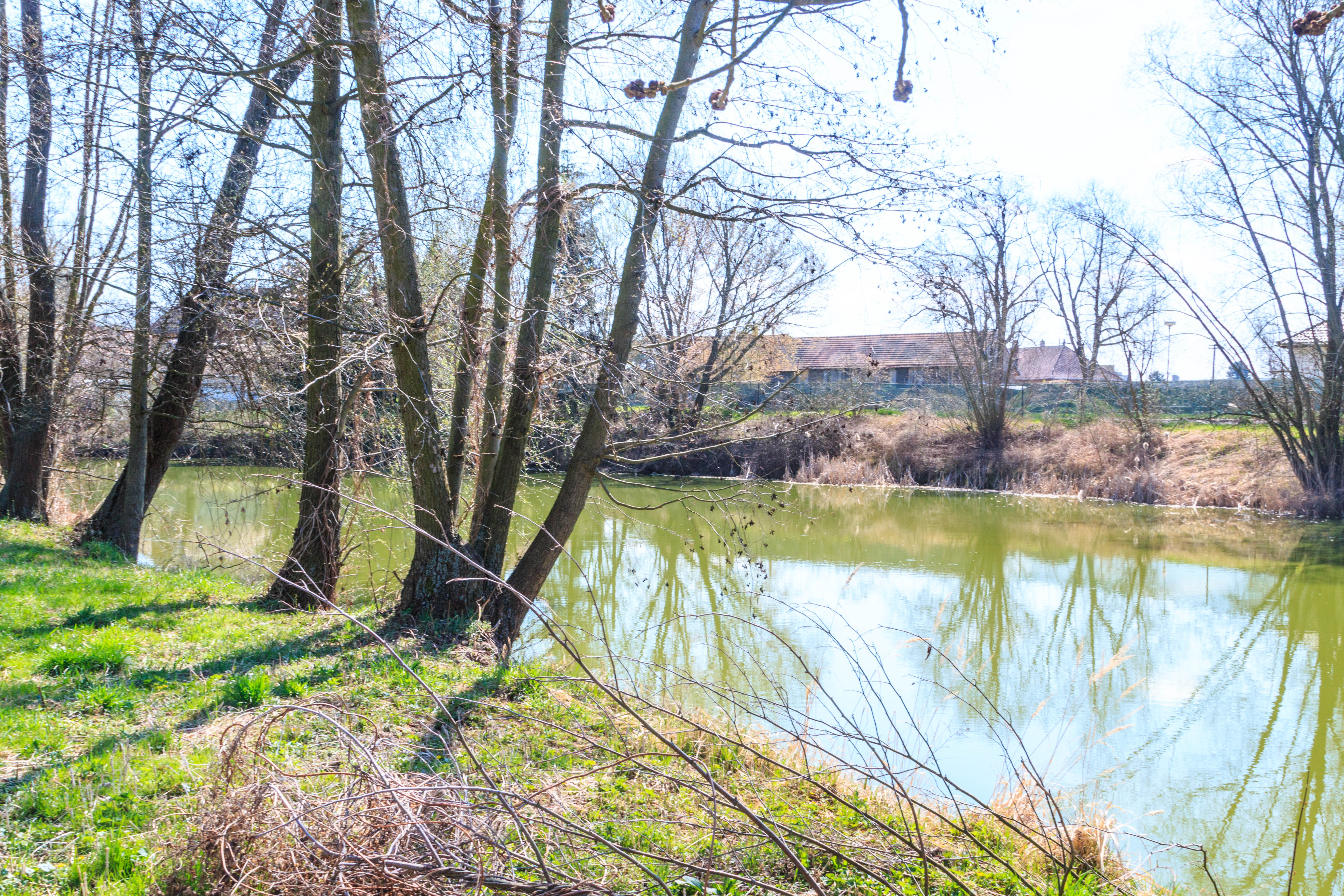
pohled na rybník Pastouška
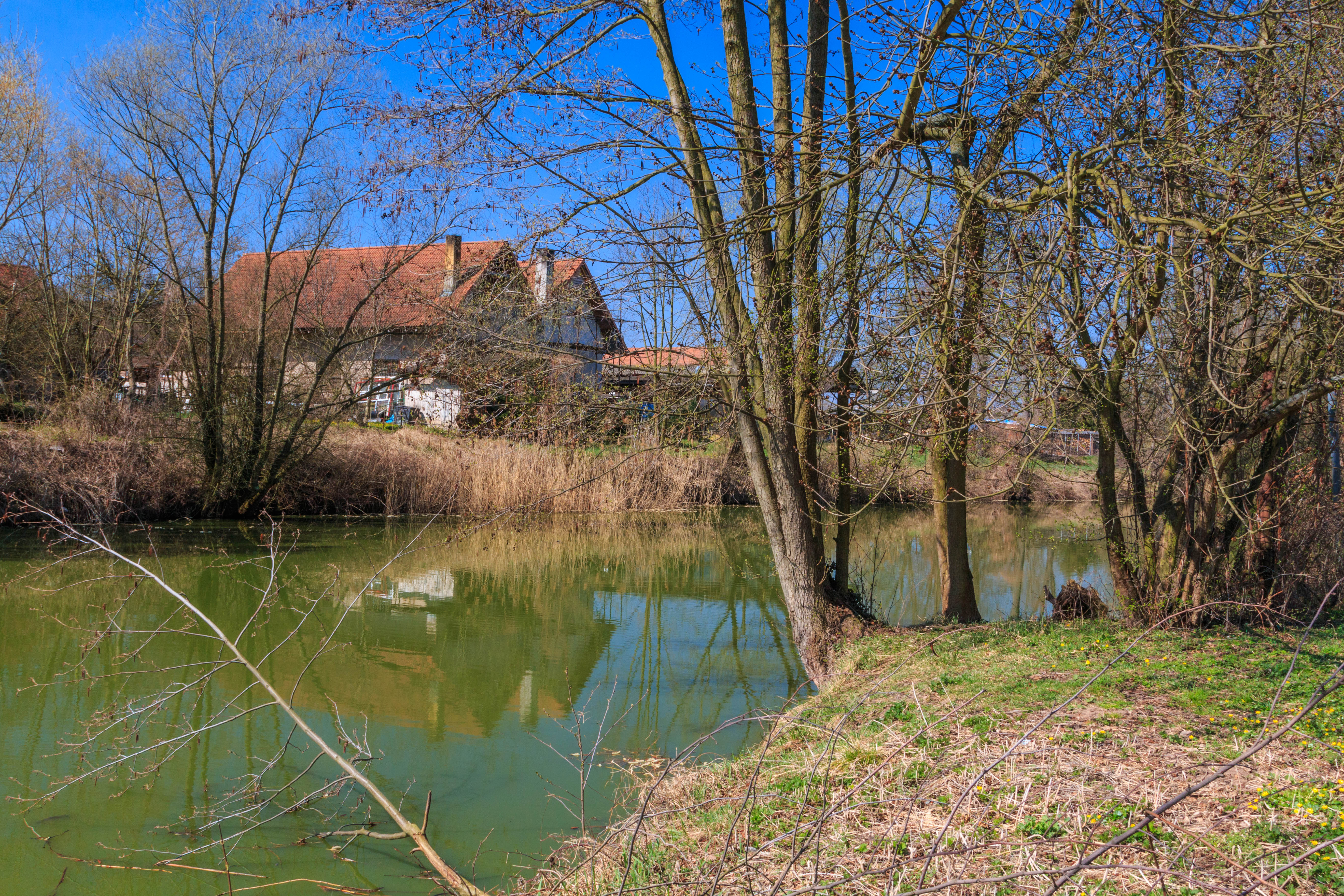
pohled na rybník Pastouška